# Yohei Takaoka
Yohei Takaoka (高丘 陽平 Takaoka Yōhei?, Yokohama, Kanagawa, 16 de marzo de 1996) es un futbolista japonés que juega como guardameta en el Vancouver Whitecaps F. C. de la Major League Soccer.

## Trayectoria

### Clubes
| Club                      | País   | Año       |
| ------------------------- | ------ | --------- |
| Yokohama FC               | Japón  | 2013-2018 |
| J. League sub-22 (cedido) | Japón  | 2014-2015 |
| Sagan Tosu (cedido)       | Japón  | 2018      |
| Sagan Tosu                | Japón  | 2019-2020 |
| Yokohama F. Marinos       | Japón  | 2020-2023 |
| Vancouver Whitecaps F. C. | Canadá | 2023-     |

## Palmarés

### Títulos nacionales
| Título                          | Club                      | País   | Año  |
| ------------------------------- | ------------------------- | ------ | ---- |
| J1 League                       | Yokohama F. Marinos       | Japón  | 2022 |
| Campeonato Canadiense de Fútbol | Vancouver Whitecaps F. C. | Canadá | 2023 |
| Campeonato Canadiense de Fútbol | Vancouver Whitecaps F. C. | Canadá | 2024 |